# Šajeta
Šajeta je pop skupina iz Opatije osnovana 1993. godine. Jedna je od prvih skupina ča-vala u hrvatskoj glazbi.

## Povijest sastava
Početkom devedesetih Dražen Turina osniva sastav 'Yars' u kojemu vrlo brzo počinje pisati skladbe na čakavštini. Prilikom svojih prvih djelovanja, zvali su se 'Šajeta & Capra d'oro' ali ubrzo nakon toga mijenjaju ime u Šajeta (šajeta na čakavštini znači munja). Prvu postavu sastava Šajete činili su Dražen Turina i Ivana Jovanić (vokali), Dejan "Deva" Adamović (bubnjevi), Robert Petković (akustična gitara, prateći vokal, te bubnjevi u periodu dok je Deva služio vojni rok), Nikola Ukić (bas-gitara), Alen Grakalić (električna gitara) i Zoran Sušanj (klavijature).
Često sviraju na koncertima u Pazinu, Labinu, Puli, Opatiji i drugim mjestima, a na lokalnim radio postajama njihove skladbe zauzimaju visoka mjesta na top ljestvicama. 1994. godine izdaju svoj prvi materijal (na kazeti) Čestitke i aplauzi, kojeg objavljuje diskografska kuća 'Adam Recordsa' iz Pule.
Tijekom Domovinskog rata skupina je nastupila na brojnim humanitarnim koncertima, te bila gost solističkog koncerta Alena Vitasovića u koncertnoj dvorani 'Vatroslava Lisinskog' u Zagrebu, a oprobala se i na akustičnim nastupima u programima lokalnih radio postaja.
Uz Alena Vitasovića i sastav Gustafi, Šajeta je definitivno prvi i jedan od najznačajnijih predstavnika pokreta čakavskog vala u hrvatskoj glazbi.

## Kronologija studijskih izdanja
Prvi studijski album Šajete izdaju 1996. godine poda nazivom Blues berača šparuga, a objavljuje ga izdavačka kuća Aquarius Records. Album odmah po izlasku osvaja veliki broj obožavatelja i dobiva prolazne ocjene od glazbenih kritičara. Tekst i glazbu napisao je Dražen Turina, osim za skladbu "Zbog nje i za nju" kojoj je autor Eva Dahlgren. Producent je bio Boris Krainer, dok je aranžmane radio zajedno s Elvisom Stanićem. 
Album Božja beseda i vražje delo izlazi 1997. godine kao dvostruko izdanje u nakladi Aquarius Recordsa. Komercijalni efekt njegovog potpunog zaokreta ka srednjoj struji hrvatske glazbe, donosi mu sve snažniju afirmaciju na državnoj razini. Album sadrži 22 skladbe koje zajedno potpisuju Dražen Turina i Elvis Stanić, osim skladbe "Na nju još se diši" čiji je autor Husein Hasanefendić.
Nakon trogodišnje stanke Šajete 2000. godine izdaju svoj četvrti studijski album pod nazivom Istradamus vulgaris, kojeg objavljuje diskografska kuća Aquarius Records. Glazbu i tekstove potpisuje prvi čovjek sastava Dražen Turina, dok je aranžmane radio Elvis Stanić. Izlazak albuma najavio je singl "Košulja plava" (obrada skladbe od zagrebačkog pop sastava Novi fosili), za koji je snimljen i video spot, a za drugi singl izabrana je skladba "Đive". Album ne dobiva dobre kritike i osim obrade "Košulja plava" (s riječkom skupinom E.N.I.), značajan uspjeh imala je još skladba "Rege na brege", na kojoj je gostovao kantautor iz Pule Franci Blašković.
Peti album poda nazivom Doba vodenjaka Šajete obajvljuju 2003. godine preko nakladnika Aquarius Records. Materijal snimaju u studiju u Lovranu, a na materijalu je sveukupno sudjelovalo oko četrdesetak glazbenika. Kao posebni gosti na materijalu se pojavljuju Franci Blašković, Branko Tusta (KUD Idijoti) i slovenski kantautor Vlado Kreslin. Na albumu također sudjeluje veliki broj klasičnih i jazz glazbenika, a tu je još i klapa 'Fortuna' i dječji zbor 'Tratinčica'. Sve skladbe osim "Sandokan" (tema iz popularnog TV serijala), napisao je Turina.
Kope i špade šesti je studijski album sastava Šajete kojeg 2007. godine objavljuje diskografska kuća Aquarius Records. Materijal je sniman u studiju Ivana Popeskića u Lovranu, a on je bio i producent, aranžer, programer i svirao je klavijature. Ovo je prvi album koji je kompletan snimljen na književnom jeziku. Od prvijenca Bluesa berača šparoga, s kojim su izašli iz anonimnosti kao pripadnici urbane glazbene scene, tijekom godina konstantno su išli prema estradi, a album Kope i špade pokazuje da još uvijek nisu sigurni što bi i gdje bi. Iz tog razloga album ne prolazi najbolje kod glazbenih kritičara.

## Diskografija
- 1994. - Čestitke i aplauzi (kazeta, Adam Recordsa)
- 1996. - Blues berača šparuga (Aquarius Records)
- 1997. - Božja beseda i vražje delo (dvostruko izdanje, Croatia Records)
- 2000. - Istradamus vulgaris (CD, Aquarius Records)
- 2003. - Doba vodenjaka (CD,Aquarius Records)
- 2007. - Kope i špade (Aquarius Records)

## Vanjske poveznice
- Diskografija sastava Šajeta